# タービニア
タービニア（Turbinia）は世界で初めて建造された蒸気タービンを動力機関とする船舶である。1894年に進水し、その時点で世界最速の船舶であった。排水量 44.5 トン、全長 31.6 m（103 ft 9 in）、全幅 2.7 m（9 ft）、喫水 0.9 m（3 ft）。3段軸流式パーソンズ蒸気タービン、2,000 馬力。3軸でそれぞれ3個のスクリューを駆動した。速力 34.5 ノット。
1897年のスピットヘッド観艦式において従来のレシプロ式蒸気機関に対する蒸気タービンの優位性を劇的に知らしめ、各国の軍艦の標準的な装備となった。現在はニューカッスルのディスカバリー・ミュージアム（The Discovery Museum）に保存されている。

## 開発
チャールズ・アルジャーノン・パーソンズは1884年、蒸気タービンを発明した。そして1893年、船舶への搭載を目的として5人の出資者の協力を得て"Marine Steam Turbine Company"を設立し、実験船「タービニア」を建造した。
タービニアは1894年8月2日に進水した。当初はスクリューの回転が速すぎてキャビテーションが発生した。そこで推進軸を3軸に増やして3基のスクリューを取り付けた。その結果、34 ノット（時速 63 km）で航行することができた。

## 実演
パーソンズは海軍に蒸気タービンの採用を働きかけたが受け入られなかった。1897年6月26日、スピットヘッドで行われたヴィクトリア女王即位60周年記念観艦式において、タービニアは事前の予告なしにエドワード皇太子や諸外国の賓客の前に姿を現した。
タービニアはその場にいた船のどれよりも速く、2列に並んだ巨艦の間を競走して、皇太子をはじめとする人々の眼前で何のお咎めも受けずに加減速を繰り返した。そして阻止しようとする海軍の警戒艇を簡単に振りきり、航跡でそれらを翻弄した。それは大胆かつ鮮やかなお披露目であった。
この後、パーソンズはタービニア ワークスを設立して 2隻の蒸気タービン推進の駆逐艦を海軍に納入した。1899年に進水したHMS ヴァイパー（HMS Viper）とHMS コブラ（HMS Cobra）である。1900年にはタービニアはパリまで航行してパリ博覧会に展示された。
最初に蒸気タービンを搭載した商船は1901年に進水したクライド・スチーマーのTS キング・エドワード（TS King Edward）である。
1905年、海軍省は以後のイギリス軍艦はことごとくタービン推進とすることを決定した。そして1906年、最初のタービン推進の戦艦である「ドレッドノート」が進水した。
タービニアは1927年にタイン川の南の入り江を横切る時に衝突され二つに引き裂かれたが1960年に修復されニューカッスルの科学技術博物館(後に軍用車博物館に改名)に展示された。2000年に重要収蔵物に指定され改装されニューカッスルディスカバリーミュージアムの目玉となっている。タービニアの展示室周辺は改装され吹き抜けの3階から一望できる。